# Centropogon unicolor
Centropogon unicolor är en klockväxtart som beskrevs av Franz Elfried Wimmer. Centropogon unicolor ingår i släktet Centropogon och familjen klockväxter. Inga underarter finns listade i Catalogue of Life.